# Яцківці
Яцківці́ — село в Україні Озернянської сільської громади, у Тернопільському районі Тернопільської області. 
До 2015 підпорядковувалося Богданівській сільській раді. Від вересня 2015 року ввійшло у склад Озернянської сільської громади. Розташоване на річці Восушка, в центрі району.

## Назва
За М. Крищуком, назва села походить від польського імені Яцек.

## Географія
Розташоване на правому березі річки Восушка, неподалік від села Сировари.

### Клімат
| Клімат Яцковець           | Клімат Яцковець | Клімат Яцковець | Клімат Яцковець | Клімат Яцковець | Клімат Яцковець | Клімат Яцковець | Клімат Яцковець | Клімат Яцковець | Клімат Яцковець | Клімат Яцковець | Клімат Яцковець | Клімат Яцковець | Клімат Яцковець |
| Показник                  | Січ.            | Лют.            | Бер.            | Квіт.           | Трав.           | Черв.           | Лип.            | Серп.           | Вер.            | Жовт.           | Лист.           | Груд.           | Рік             |
| Середній максимум, °C     | −2              | −0,7            | 4,0             | 12,3            | 18,5            | 21,8            | 23,0            | 22,4            | 18,1            | 12,1            | 5,0             | 0,1             | 11              |
| Середня температура, °C   | −5              | −3,7            | 0,4             | 7,5             | 13,2            | 16,5            | 17,8            | 17,1            | 13,1            | 7,7             | 2,2             | −2,4            | 7               |
| Середній мінімум, °C      | −7,9            | −6,6            | −3,2            | 2,7             | 7,9             | 11,3            | 12,6            | 11,8            | 8,1             | 3,4             | −0,6            | −4,9            | 2               |
| Норма опадів, мм          | 33              | 31              | 31              | 48              | 74              | 88              | 94              | 69              | 57              | 38              | 36              | 39              | 638             |
| ------------------------- | --------------- | --------------- | --------------- | --------------- | --------------- | --------------- | --------------- | --------------- | --------------- | --------------- | --------------- | --------------- | --------------- |
| Джерело: climate-data.org |                 |                 |                 |                 |                 |                 |                 |                 |                 |                 |                 |                 |                 |

## Історія
Перша писемна згадка — 1598 року. За Крищуком, село відоме від XIX століття як висілок села Сировари.
Назва села походить, за переказами, від польського імена Яцек. Відомі й інші версії походження села.
У західній частині території височить «Могила» (417 м), у південній — «Висока гора» (408 м наl рівнем моря).
Діяли «Просвіта» та інші товариства.
В УГА служив Юрій Куць.
На фронтах Другої світової війни загинули Михайло Балицький (нар. 1913), Мирон Мартинишин (нар. 1918), Євген Мисак (р. н. невідомий), Микола Продан (нар. 1922), Іван Пташник (нар. 1926), Іван Тотосько (нар. 1920); пропали безвісти Йосип Кльоц (нар. 1908), Іван Коробій (нар. 1917), Іван Коробій (нар. 1918).
В ОУН і УПА перебували: Петро Боднар (нар. 1916), Євген Майброда (нар. 1924), Марія Майброда (нар. 1880), Ярослав Мельник («Сокіл»; нар. 1922), Василь Мних («Граб»; нар. 1906), Володимир Музика (р. н. невідомий), Матвій Прокопович (нар. 1893), Іван Пташник (нар. 1904), Петро Рій («Муха»; р. н. невідомий), Петро Чорній (нар. 1912), Михайло Ягла («Старий»; р. н. невідомий) та інші.
У 1949 році створений колгосп «Нове життя», який у 1976-му об'єднався з колгоспами сіл, що належали до Осташівської сільської ради; у 1990-х роках майно та землі розпайовані.
2003 року село газифіковано.
12 червня 2020 року, відповідно до розпорядження Кабінету Міністрів України № 724-р «Про визначення адміністративних центрів та затвердження територій територіальних громад Тернопільської області» увійшло до складу Озернянської сільської громади.
19 липня 2020 року, в результаті адміністративно-територіальної реформи та ліквідації Зборівського району, село увійшло до складу Тернопільського району.

## Населення
У 1880 в селі — 392 мешканці. Греко-католики мали церкву, в якій служив парох села Сировари. У 1921 — 544 мешканці, 97 дворів; 1931 — 532 жителі, 113 дворів; 2007 — 256 жителів, 106 дворів.
| 392 | 544 | 532 |  |  |  |  |  | 256 | 221 |

## Релігія

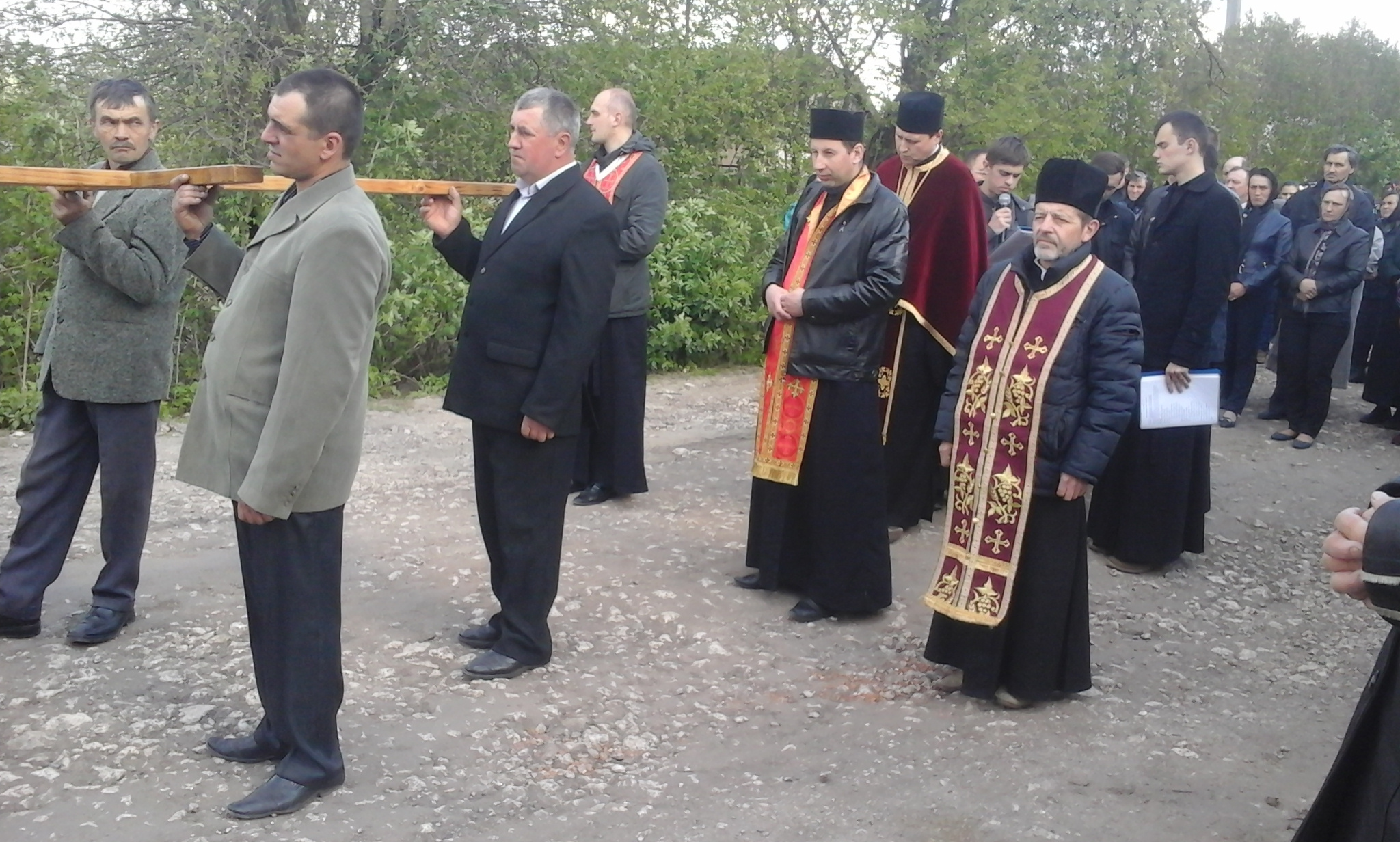
Хресний хід

Є церква святих верховних апостолів Петра і Павла (1992, мурована, архітектор — Роман Андрусишин зі Львова), дзвіниця (1998 р.); «фігура» Пресвятої Богородиці.
22 квітня 2016 року відбувся хресний хід по селі Яцківці-Сировари.
Отець церкви -Хомета Василь Миколайович.

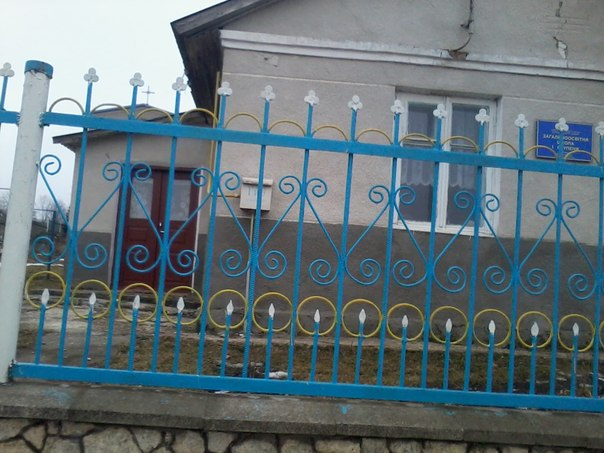
Школа І ступеня с.Яцківці

## Соціальна сфера
Працюють загальноосвітня школа І ступеня, крамниця.
Директор школи І ступеня-Цаплап Надія Богданівна.
Школа вже не працює.

## Народилися
Шилівський Микола (1995—2022) — український військовик, учасник російсько-української війни.

## Галерея

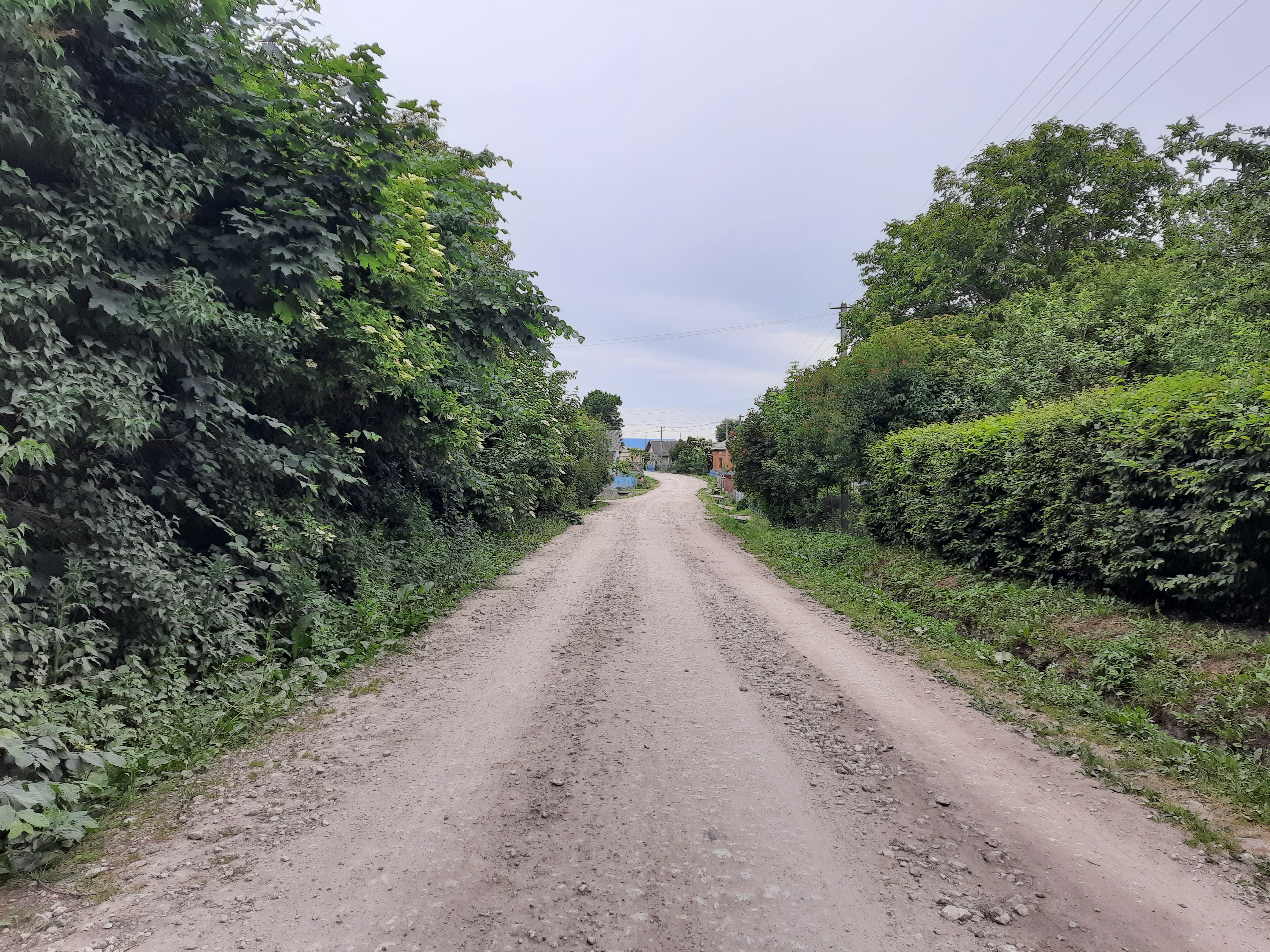
Дорога в село
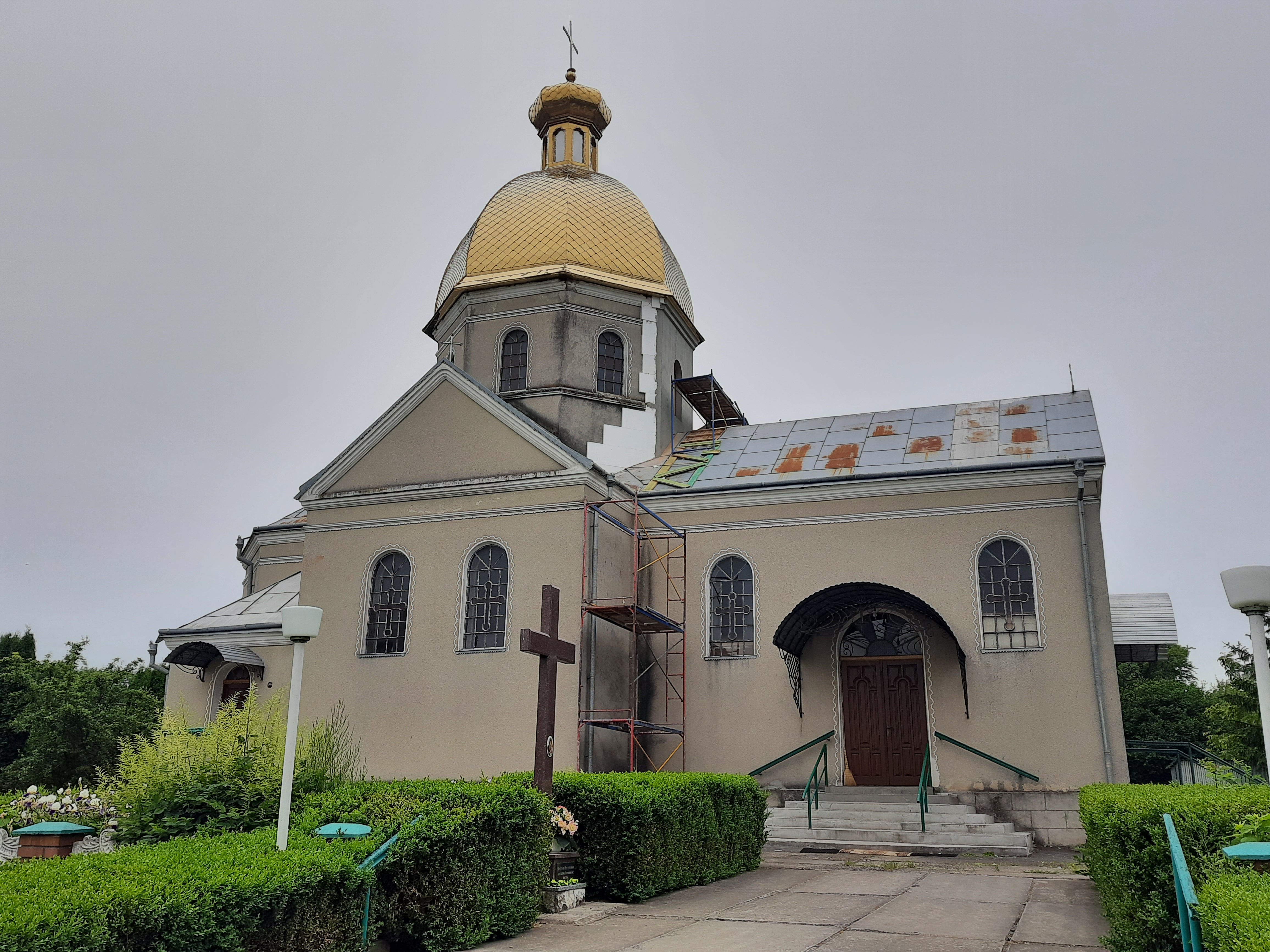
Церква Святих Верховних Апостолів Петра і Павла
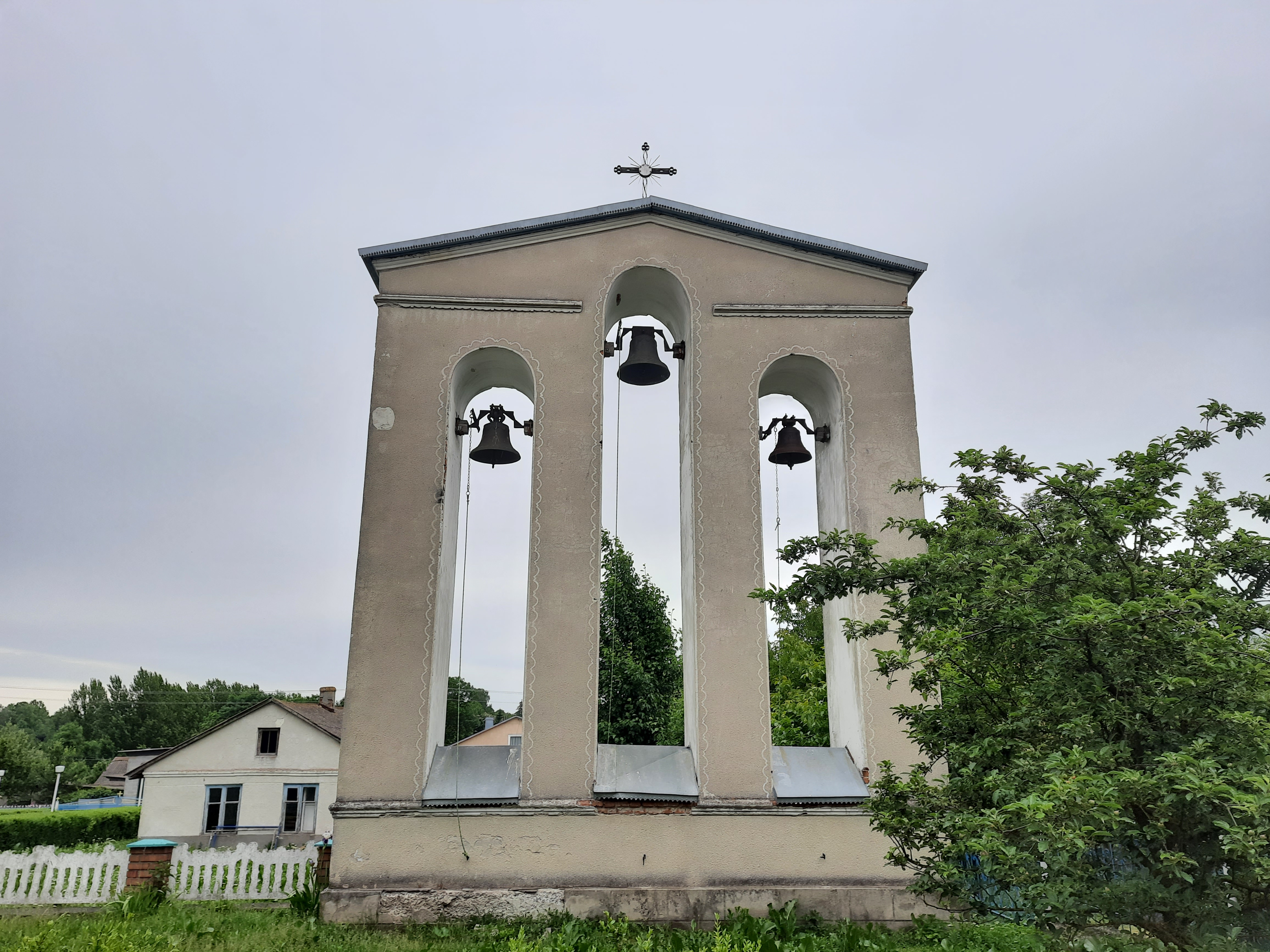
Дзвіниця церкви Святих Верховних Апостолів Петра
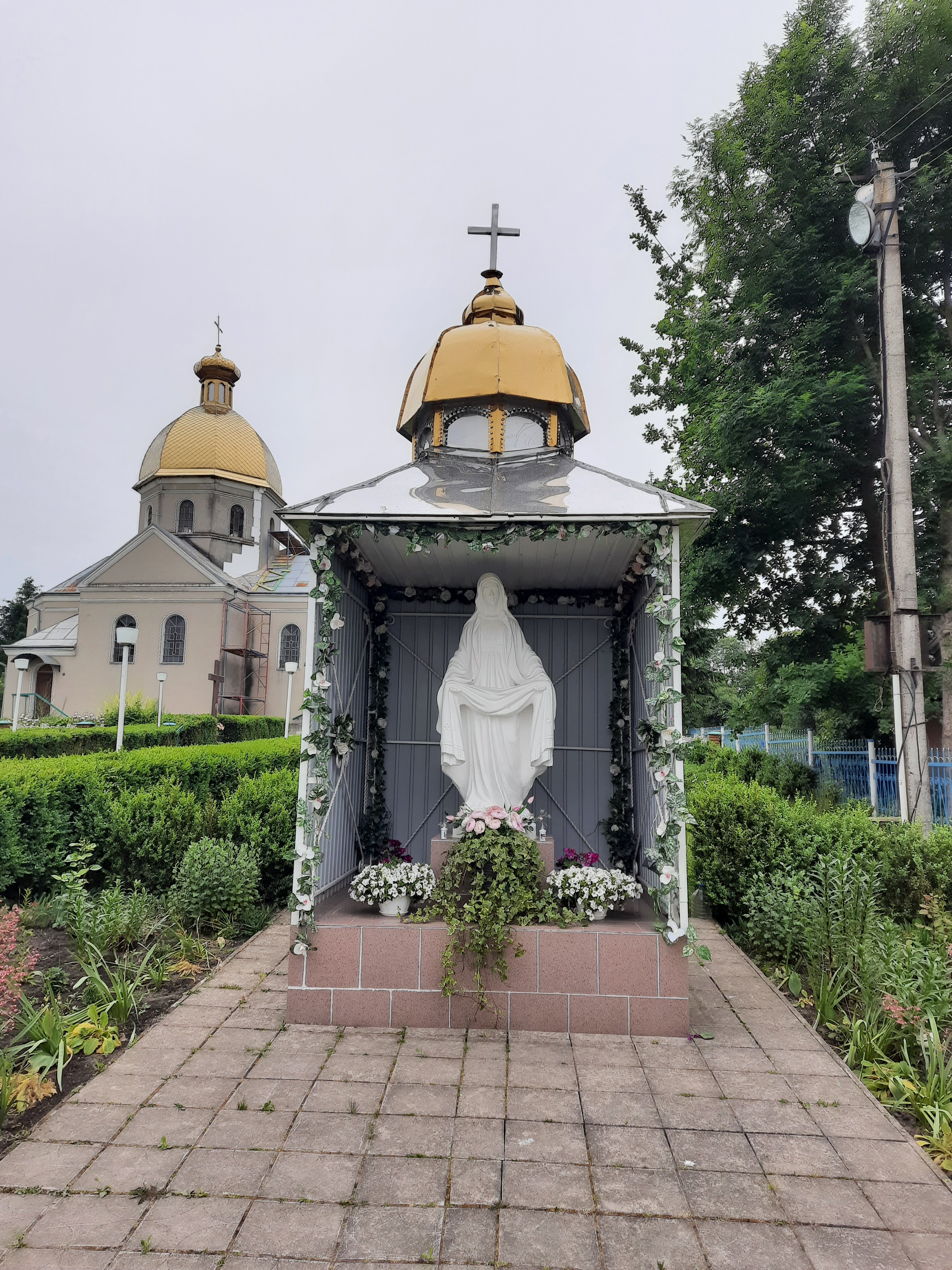
Статуя Божої Матері
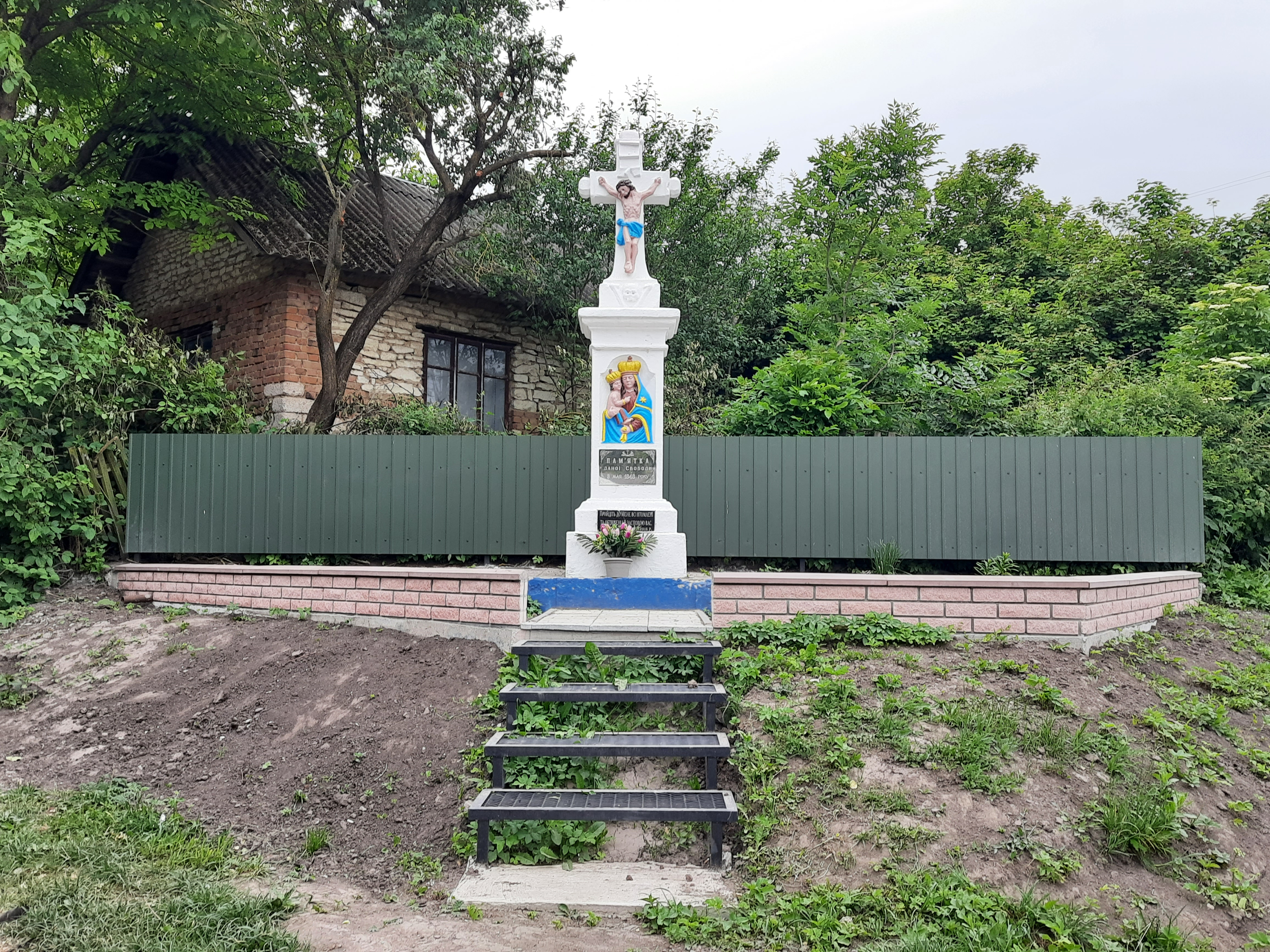
Пам'ятний хрест з нагоди скасування панщини